# Hexitiazox
El hexitiazox es un acaricida del grupo de las carboxamidas que actúa por contacto e ingestión ampliamente utilizado en el control fitosanitario agrícola. Tiene buena actividad translaminar y prolongado efecto residual. Actúa como un inhibidor de la síntesis de quitina e esterilizador de hembras adultas. Su vida media es de 5-26 semanas por lo que se considera un producto fitosanitario de degradación muy lenta.